# ヘンリー・バックル
ヘンリー・トマス・バックル（英: Henry Thomas Buckle, 日:伯克爾、1821年11月24日 - 1862年5月29日）は、イギリスの歴史学者。History of Civilization in England〈イングランド文明史〉）の著者。

## 経歴
1821年、裕福なロンドンの哲学者・商人であるトマス・ヘンリー・バックルの息子として、ケント州のリー区（Lee）に生まれた。病弱であったため、正式な学校教育を受けることが困難であった。そのような幼少期を過ごしたが、読書に対する愛情が大いに励みとなった。20歳になる前に、世界でも屈指の実力を誇るチェスプレーヤーとして、その名を知られるようになった。1840年1月に父親を亡くした後、母親と共に大陸を旅する（1840年から1844年まで）。その際に、全ての学識と熱意を偉大なる歴史的業績に注ぐことを決意する。以後17年間に渡り、1日に10時間もの時間を研究に費やしたと言われている。
当初は中世史に関する研究を進めるつもりであったが、1851年までに文明史研究に専念することを決意した。以後6年間は執筆作業（編集と改訂）に取り組み、#History of Civilization in Englandの第1巻が1857年に刊行された。これにより文学的・社会的名声を確立した。1858年、王立研究所において人生初の公開講義"Influence of Women on the Progress of Knowledge"（知識の進歩に対する女性の影響力）を行なった。この講義は1858年4月にフレイザー誌上に公刊され、のち Miscellaneous and Posthumous Works〈著者の死後に出版された種々の功績〉(1872) の第1巻に再掲載された。
1859年4月1日に母親を亡くす。この喪失感は、彼が当時書いていたJ・S・ミルの『自由論』に対する論評に影響を与えた。この論評はフレイザー誌、および〈著者の死後に出版された種々の功績〉(1872) に掲載された。
#History of Civilization in Englandの第2巻が1861年5月に出版される。その後まもなく、健康上の理由からイングランドを去り旅に出る。1861年の冬から62年の3月初旬までエジプトで過ごし、シナイとエドムの砂漠を越えてシリアの方角へ向かい、1862年4月19日にエルサレムへ到着した。11日後、ベイルートからヨーロッパに向けて出発したが、ナザレで熱病にかかり、その後ダマスカスで死去した。

## 研究内容・業績
バックルの名声はひとえに#History of Civilization in Englandによって今日まで残っている。これは未完成に終わった壮大な構想の序説であり、その構想は、第1に「著者の方法論の原理」および「人間の進歩の道筋を決定する一般的な法則」について述べ、第2にスペインやスコットランド、アメリカそしてドイツといった、顕著で独特な特徴を持つ実際の国々の歴史を通してそれらの原理や法則を例証するというものであった。その主な見解は以下の通りである。
1. 歴史学者の能力の欠如に一部分を依拠し、また社会現象の複雑さに一部分を依拠し、国家の特徴と運命を統治する原理の発見、あるいは、言い換えれば、歴史の科学の確立に向けて、極端にわずかのことしかなされてこなかった。
2. 神学的な予定説の命題が知識の分野を超えて不毛の仮説であり、形而上学の自由な命題が意識の不過誤の内にある誤った信念として存在する一方で、人間の行動が物理的な世界を治め規則的で固定されたものとして存在する法律によって統治されていることが、科学、とりわけ統計学によって証明される。
3. 気候、土壌、食糧、そして自然の様相が知性の進歩の主要な原因である－最初の三つは富の蓄積と分配を決定するが間接的で、最後の一つは思考の蓄積と分配に直接的な影響を与える。外界の現象が過酷で畏敬すべきものであるとき、想像力は刺激され理解力は抑えられる。外界の現象が小さく弱いものであるとき、理解力は刺激され想像力は抑えられる。
4. ヨーロッパの国々とそうでない国々の文明の大きな差異は以下の事実に依拠する。すなわちヨーロッパでは人が自然よりも強く、その他の土地では自然が人よりも強い。その結果として、ヨーロッパにおいてのみ人が自然をその活動のうちに服従させることができる。
5. ヨーロッパの文明は物理的な法の断続的減少による影響と、精神的な法の断続的増加による影響によって特徴づけられる。
6. 社会の進歩を規定する精神的な法は形而上学的な方法（個人の思考についての内省的な研究方法）では発見することができない。しかし事実の包括的調査によってのみ、我々は障害物を取り除くことができる。すなわち、算術平均による方法である。
7. 人間の進歩は、どの期間をとってみても影響を感じられないしきたりの中でバランスを保ち固定的である道徳の力によるものではなく、絶え間なく変化し発展していく知的な活動によるものである－“個々人の行動は、彼らの道徳的な感覚と感情に大きな影響を受ける。しかしそれらは他の個々人の感情や感覚と対立するため、彼らの中でバランスを保ち、結果として、人間に関する事柄の大規模な平均というものは存在せず、人間の行動の総計というものは、全体として、人間が持つ知識の総量として規定される”
8. 個人の努力は大衆に関する事柄の前では取るに足らないものであり、確かに偉大な人々は存在し、“現在のところは”憂慮すべき力を持っているとみなされるに違いないが、彼らは単に自分達が属する時代の被造物にすぎない。
9. 宗教、文学そして政府は、せいぜい所産にすぎず、文明の原因ではない。
10. 文明の進歩は“懐疑的な態度”（疑いそして調査する性質）として、また逆に“軽信性”あるいは“保守的な性向”（調査することなしに維持する性質で、信念と慣習を確立する）として、変化する。

## 評価
バックルは歴史を正確な科学として扱ったことで記憶されている。このことが彼の着想の多くが学問上の一般的な見解とされた理由であり、その姿勢は後続の社会学者や歴史学者たちのさらなる正確かつ入念な科学的分析へと引き継がれていくことになったのである。

## 著書
- author:"Henry Thomas Buckle" Google ブックス
- Buckle, Henry Thomas - CiNii Research

## 参考資料
- See his Life by AW Huth (1880).
- この記事にはアメリカ合衆国内で著作権が消滅した次の百科事典本文を含む: Chisholm, Hugh, ed. (1911). "Buckle, Henry Thomas". Encyclopædia Britannica (英語). Vol. 4 (11th ed.). Cambridge University Press. p. 732.